# Vrilíssia
Vrilíssia (Βριλήσσια) és una població i municipi de la unitat perifèrica d'Atenes Septentrional, a la perifèria de l'Àtica, Grècia. També forma part de l'àrea metropolitana d'Atenes.

## Geografia

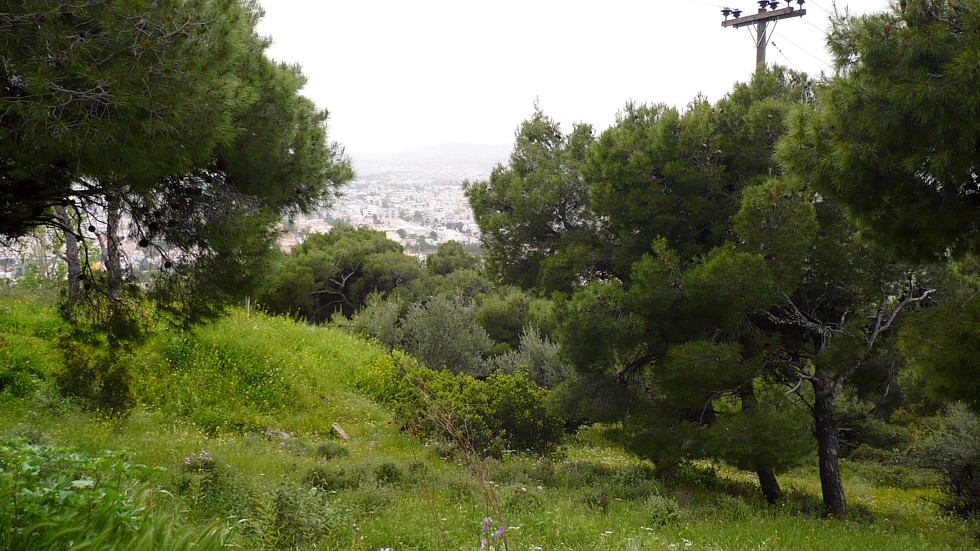
Bosc suburbà de Vrilíssia

Els terme municipal de Vrilíssia s'estén des del barranc de Khalandri fins als peus del Pentèlic, la zona coneguda com a tossals de Patima i Koufos. Vrilíssia es troba aproximadament a 10 quilòmetres (km) al nord-est del centre urbà d'Atenes, la capital nacional i perifèrica, i a 5 km al nord-oest de Pal·líni, capital de l'Àtica Oriental. La superfície total del terme municipal és de 3,856 quilòmetres quadrats (km²).
La tipologia urbana del municipi és majoritàriament de cases amb jardí particulars i amb pocs edificis de no més de quatre nivells. El centre de la població és la parròquia d'Analipseos o de l'Ascensió de Jesucrist; mentre que la zona comercial es troba al llarg de l'avinguda Pentèlic. Els habitants de Vrilíssia són de classe mitjana i alta.
Vrilíssia es troba connectat mitjançant tot tipus de transport urbà i suburbà de l'Àtica. La cricumval·lació nord d'Atenes o autopista 6 i la breu autopista 642 passen pel terme municipal. Té també dues estacions de rodalia (Doukíssis Plakentías i Pentelis) i una de metro (Doukíssis Plakentías). Diversos (i relativament freqüents) autobusos connecten la localitat amb els municipis veïns i el centre d'Atenes. La principal via és l'avinguda Pentèlic, la qual connecta Vrilíssia amb Khalandri i el centre urbà d'Atenes.

## Història

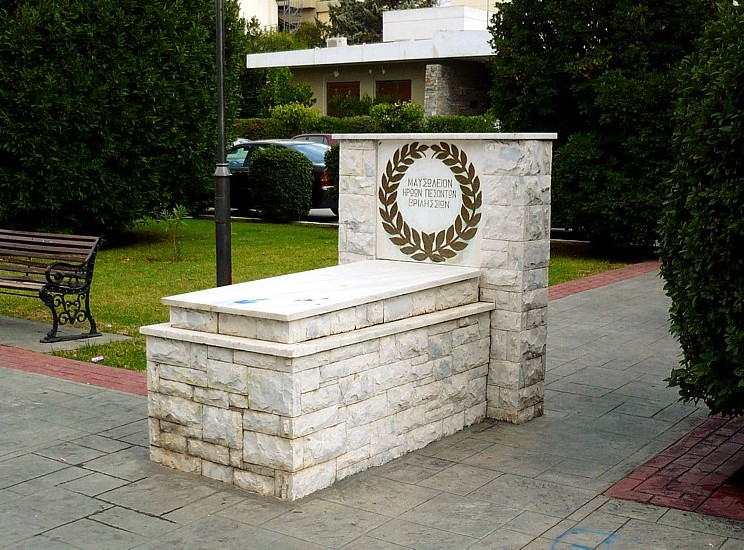
Cenotafi als herois caiguts

A la Grècia clàssica, l'àrea de l'actual Vrilíssia pertanyia al demos de Phlya, que comprenia el territori entre les actuals Psikhikó i Agia Paraskeví amb centre en Khalandri.
Vrilíssia fou part del municipi de Khalandri fins a l'any 1949, quan esdevingué una població diferent. Finalment assolí l'estàtus de municipi l'any 1990. La població experimentà un fort desenvolupament pels preparatius dels Jocs Olímpics d'Estiu de 2004, amb diverses actuacions d'urbanisme. Després d'un llarg conflicte, la regió de la base naval fou traslladada al municipi amb una cerimònia oficial, mentre es crearen petites places ajardinades a cada barri.

## Demografia
| Gràfica d'evolució de Vrilíssia entre 1951 i 2021 |
|                                                   |